# لي غاريت
لي غاريت (بالإنجليزية: Lee Garrett) هو مغن مؤلف ومغني وموسيقي أمريكي، ولد في 1 سبتمبر 1948.

## وصلات خارجية
- لي غاريت على موقع ميوزك برينز (الإنجليزية)
- لي غاريت على موقع أول ميوزيك (الإنجليزية)
- لي غاريت على موقع ديسكوغز (الإنجليزية)